# Guerre carliste

Croce di Borgogna, simbolo del carlismo dal 1935.

Per guerre carliste si intendono tutte le guerre civili, discontinue ma persistenti, combattutesi in Spagna durante il XIX secolo. Furono originate da Don Carlos di Borbone-Spagna, il quale, rifiutando di accettare l’abrogazione della legge salica operata dal fratello Ferdinando VII, si proclamò nel 1833 re di Spagna, causando un conflitto che, a varie riprese, si concluse solo nel 1876.
I protagonisti indiscussi di questi scontri furono i carlisti, controrivoluzionari e cattolici, che combattevano per il mantenimento della tradizione nella monarchia spagnola, ma soprattutto contro il liberalismo promosso dalla regina Isabella II di Spagna e tutto ciò che esso comportava; in seguito scesero in campo anche contro la Repubblica Spagnola.
Secondo alcuni le guerre carliste, dette anche carlistadas, vengono considerate la prima vera guerra civile della Spagna, che ha messo per la prima volta nella storia d'Europa la Cristianità contro la Rivoluzione.
Le zone in cui il carlismo raccolse maggiori consensi, e quindi il luogo da cui proveniva il maggior numero di volontari che entrarono a far parte dell'esercito carlista, si trovano nel nord della Spagna: Paesi Baschi, Navarra e Catalogna sono considerate le roccaforti del carlismo; alcuni nuclei distaccati si formarono a Valencia e in Aragona. Col passare del tempo la mobilitazione carlista si concentrò soltanto in alcune zone, in modo particolare in Navarra. A causa di questi scontri la Spagna visse un secolo tormentato, in cui si alternarono piccole sommosse, scontri in campo aperto e anni di apparente calma: Miguel de Unamuno definì questo periodo come un'epoca in cui era possibile "sentire la pace come fondamento della guerra e la guerra come fondamento della pace". Infatti nonostante non siano mai riusciti ad ottenere esiti favorevoli, i carlisti diedero il via a numerose sommosse, come la Prima e la Seconda Guerra Carlista. Oltre a questi due grandi scontri, ce ne furono anche altri, più o meno circoscritti a certe regioni o a ristrette fasce della popolazione, come la Guerra dei Matiners o l'Ortegada. Dopo questi fenomeni, il movimento armato si trasformò in un partito che tutt'oggi è presente nel panorama politico spagnolo.

## Le origini del conflitto

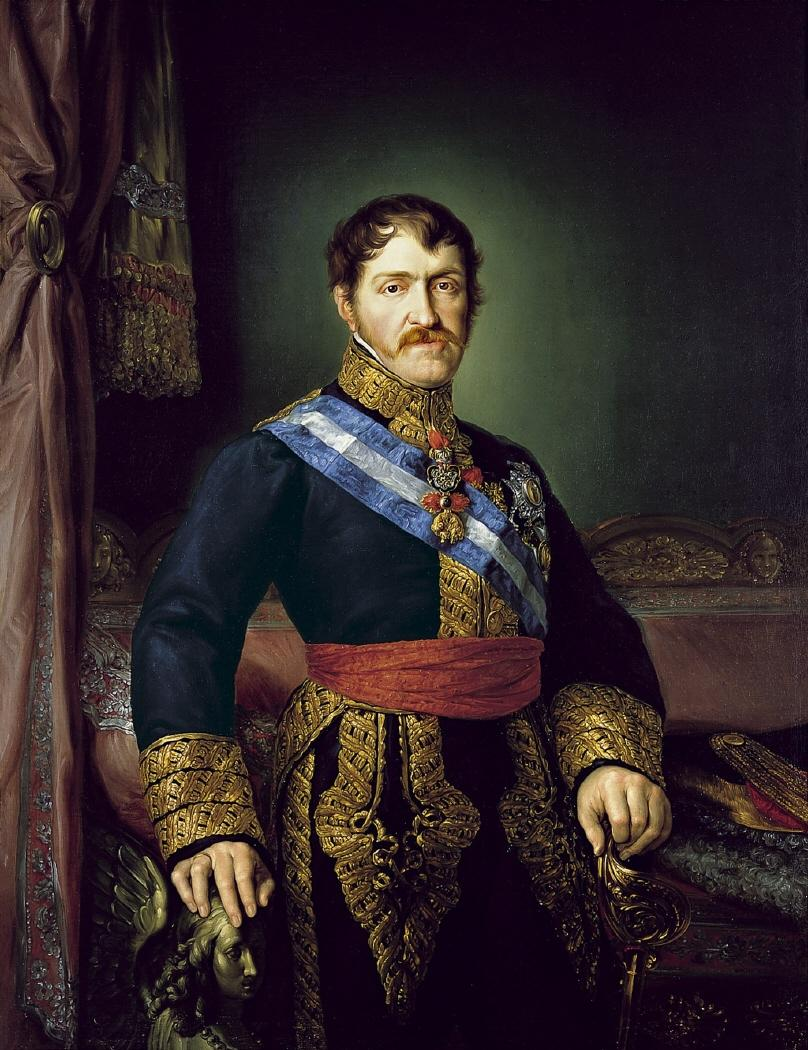
Don Carlos.

Le cause della nascita del movimento carlista risalgono agli inizi del XIX secolo, quando una carestia di cereali in Castiglia fece sorgere i primi malumori. A quel tempo sedeva sul trono Carlo IV. Il figlio Ferdinando VII divenne re grazie ad un colpo di stato passato alla storia col nome di "rivolta di Aranjuez": insieme ai suoi sostenitori, nel marzo 1808, circondò il palazzo del primo ministro Manuel Godoy, favorito del re e presunto amante della regina, che ormai era riuscito ad accentrare tutto il potere nelle sue mani; così facendo scatenò una serie di eventi che misero in discussione la monarchia assoluta e i suoi principi e segnarono la fine di un'era in cui la Spagna era una superpotenza indiscussa. Per far sì che la folla risparmiasse Godoy, Carlo IV come prima cosa lo licenziò, poi abdicò. Nonostante gran parte della popolazione lo sostenesse, il regno di Ferdinando VII in quel 1808 durò solo per un brevissimo periodo, prima che fosse deposto dalle truppe di Napoleone e trattenuto in esilio per sei anni. Ritornato in Spagna dopo una lunga insurrezione organizzata dalle juntas (comitati di notabili che amministravano le provincie spagnole a livello locale) e sostenuta dagli inglesi, regnò dal 1813 al 1833.
A causa delle sue scelte, nei confronti della Costituzione di Cadice prima e durante l'occupazione francese poi, il Desiderato Ferdinando VII non ebbe l'incondizionato sostegno della popolazione, come invece ci si sarebbe aspettato alla sua ascesa, e dovette fronteggiare un discreto numero di oppositori. Quando poi, il 29 marzo 1830, abrogò la legge Salica che comportava l'esclusione delle donne dalla successione al trono, e di fatto annullò la precedente designazione del fratello Don Carlos, proclamando la figlia Isabella II di Spagna legittima erede, quelle che prima erano solo contese di fazioni a corte divennero una vera e propria guerra civile, e i suoi oppositori si organizzarono in un movimento armato che diede battaglia per molti anni alla nuova regina e alla sua politica liberale: fu così che nacque ufficialmente il carlismo. L'anno era il 1833 e il movimento aveva già una struttura organizzata in grado di mobilitare risorse per la propria causa.
Secondo altri studiosi, fra cui spiccano lo storico spagnolo Jordy Canal e Raymond Carr, il carlismo deve essere considerato come una prosecuzione del movimento realista, già presente sul territorio spagnolo ai tempi di Carlo IV e manifestatosi apertamente negli anni Venti. Il carlismo quindi, come movimento sociopolitico dal carattere anti liberale, avrebbe origini molto antiche, risalenti addirittura all'Ancien Régime

## Prima guerra carlista (1833-1840)

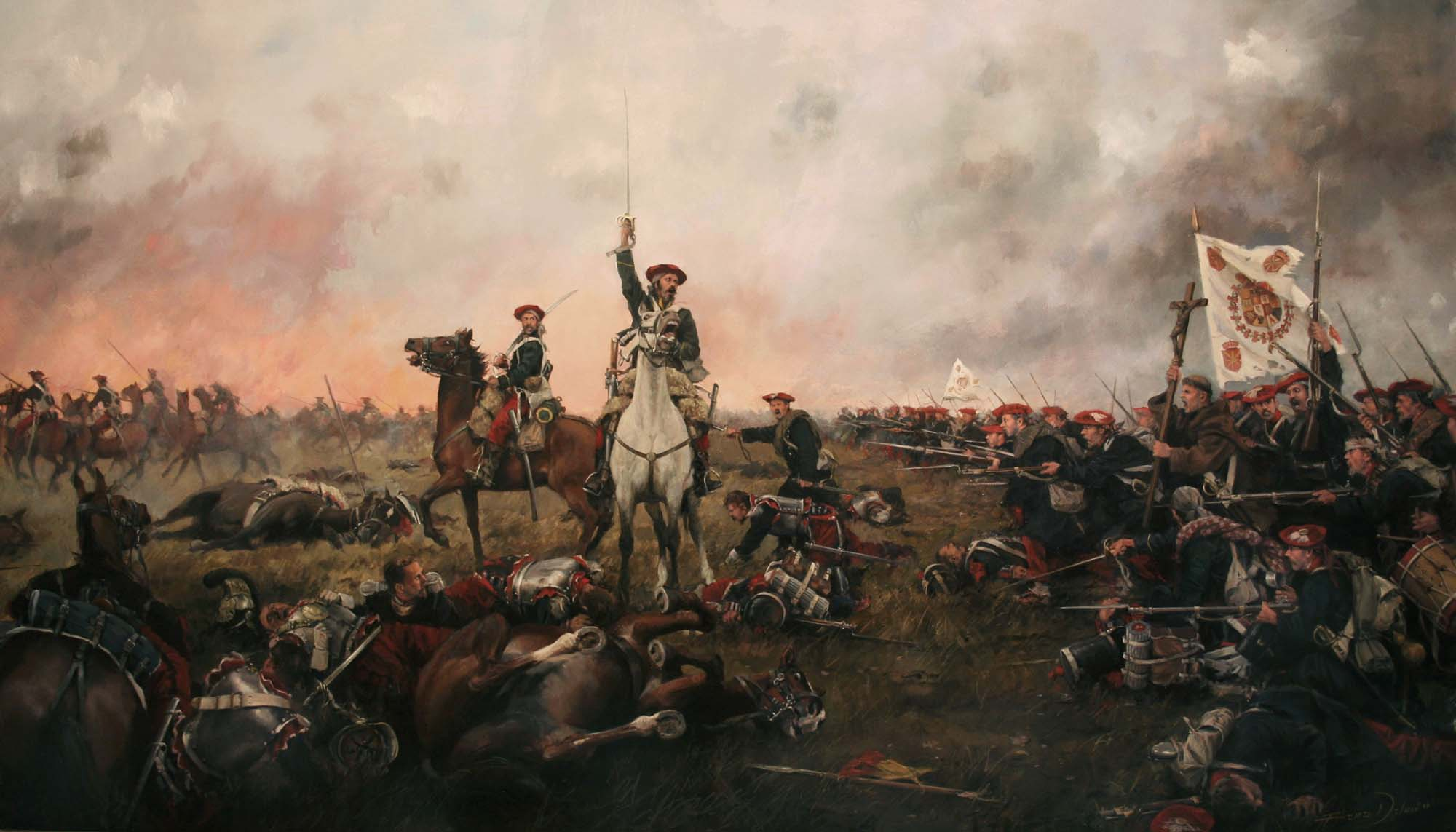
Prima guerra carlista: la vittoriosa battaglia di Villar de los Navarros

### Le due fazioni
Dopo la morte di Ferdinando VII, la Spagna era dunque divisa in due opposte fazioni: da una parte i neonati Carlisti, sostenitori di Don Carlos che si autoproclamò re con il titolo di Carlo V, appoggiato dai monarchici legittimisti, dai cattolici tradizionalisti e soprattutto dai reazionari antiliberali; dall'altro lato troviamo gli Isabelinos, cioè i liberali, i massoni, i "cattolici" costituzionalisti e le frange più progressiste della società spagnola, che speravano di strappare a Maria Cristina di Borbone-Due Sicilie - divenuta reggente a causa della giovane età di sua figlia Isabella – alcune riforme in cambio del loro appoggio.
Analizziamo ora, per ciascuna delle due fazioni, le motivazioni che portavano a sostegno delle loro tesi e i grandi punti di disaccordo. Il grande tema su cui si scontrarono riguardava prevalentemente la questione dinastica: gli Isabelinos sostenevano che la stessa legge di successione spagnola, entrata in vigore nel 1713 sotto il regno di Filippo V di Spagna, era stata promulgata con una serie di irregolarità; i carlisti lo negavano strenuamente affermando che Filippo V, in quanto re-conquistatore e fondatore di una nuova dinastia, in quel contesto storico e politico, era dotato di poteri speciali e che quindi la legge non presentava alcuna irregolarità formale. Al contrario era da considerare totalmente irregolare la Prammatica Sanzione di Ferdinando VII, un mero protocollo invalidato dal fatto che solo i deputati avevano il diritto di trattare in Parlamento questioni come la modifica di una legge fondamentale, quale la legge di successione e dunque, per modificarla, erano necessari dei poteri straordinari e specifici, di cui il re non era in possesso. Secondo gli oppositori questi poteri non erano affatto necessari, tanto più che la legge del 1713 non era ancora in vigore: la Novíssima Recopilación del 1805, una collezione di leggi spagnole compilata per origine di Carlo V, al cui interno si trovava la legge di successione, era un documento di carattere storico più che politico; infatti vi erano riportate molte leggi in disuso e non erano presenti molte di quelle in vigore. In ultimo, gli Isabelinos sostenevano che la Prammatica Sanzione era stata ideata da Carlo IV, padre di Don Carlos, e che Ferdinando VII si era solo limitato a presentarla. Il Parlamento stesso, nel 1833, riunito per giurare fedeltà alla principessa Isabella, le aveva confermato la legittimità del suo ruolo, e questo rendeva vana qualunque tipo di contestazione. I Carlisti non solo negavano l'intervento di Carlo IV nella stesura del protocollo, ma sostenevano anche che i membri del Parlamento erano stati convocati al solo scopo di prestare giuramento alla regina, senza che gli fosse concesso alcun potere di deliberazione; come prima cosa avrebbero invece dovuto stabilire a chi prestare giuramento: se a Isabella II di Spagna o a Don Carlos.
Oltre a queste motivazioni le linee di frattura riguardavano la struttura dello Stato, per gli uni regionale mentre gli altri accentrata, la configurazione mono- o bicamerale del Parlamento, la forma di governo parlamentare o di emanazione regia, la repubblica o la monarchia come forma di governo e, soprattutto, sul piano economico, la realizzazione di un blocco tra capitalisti e agrari o il definitivo superamento dei vecchi retaggi feudali in favore dei borghesi.
In ultimo è importante ricordare che all'interno dello stesso movimento carlista coesistevano due ideologie distinte: una, che prevalse, riunita sotto il motto Dio, patria, famiglia, e un'altra che faceva leva sul principio di autodeterminazione delle realtà regionali.

### Gli scontri
Il 29 settembre 1833 Ferdinando VII morì: quando, il 3 ottobre, a Talavera de la Reina, il funzionario delle poste Manuel María González, in seguito catturato e fucilato, gridò per la prima volta "Viva Carlo V!", in tutto il paese scoppiò la guerra civile.
La Santa Alleanza, formata da Russia, Austria e Prussia, che si era ricostituita proprio in quel Settembre del 1833, nonostante non avesse riconosciuto Isabella come nuova regina, appoggiò solo moralmente Don Carlos. Lo Stato pontificio ordinò ai membri della Chiesa di rimanere imparziali di fronte al conflitto, mentre l'Inghilterra, che insieme a Francia e Portogallo firmò il 2 aprile del 1834 il Trattato della Quadruplice Alleanza, difese la Spagna liberale inviando 12.000 uomini e numerosi aiuti per la difesa, come risulta da una nota che Lord Palmerston presentò alla Camera dei Comuni. Anche Francia e Portogallo, per mantenere la medesima linea politica, inviarono soldati e munizioni, senza però mai eguagliare l'Inghilterra.
Di contro, i volontari che facevano parte dell'esercito carlista erano costretti a attrezzarsi con le proprie armi e coi propri vestiti, essendo per lo più contadini o, comunque, uomini di modesta estrazione. Nonostante l'evidente squilibrio dei due eserciti, la guerra durò sette anni. Questo fatto si può spiegare solo grazie all'abilità dei comandanti carlisti, che conoscevano molto bene la geografia del luogo e la sfruttarono per trarne i maggiori vantaggi, e il sostegno della popolazione civile unita all'entusiasmo dei volontari dell'esercito.
In Navarra e nelle province basche la popolazione insorse a sostegno di Don Carlos. I primi mesi, il cosiddetto periodo del levantamiento, furono assai duri per i Carlisti: la causa è da ricercare sicuramente nella cattiva organizzazione dell'esercito, tanto che parve subito che la rivolta non avrebbe avuto alcun successo. L'evento che segnò la svolta avvenne il giorno 7 dicembre: Tomás de Zumalacárregui (Ormaiztegi, Gipuzkoa, 29 dicembre 1788 – Zegama, Gipuzkoa, 24 giugno 1835) venne nominato da Don Carlos comandante delle forze militari.
Da questo momento l'esercito carlista iniziò a conseguire qualche vittoria e, più per il valore simbolico del gesto che per reale bisogno, Zumalacárregui chiese a don Carlos di fare ritorno in Spagna (allora risiedeva ancora in Inghilterra, dove era stato trasferito dopo la deposizione del re Michele del Portogallo che lo aveva ospitato su richiesta di Ferdinando VII dal Marzo 1833). Per esaudire le richieste di Zumalacárregui, fece ritorno in Spagna e si unì ai suoi comandanti in testa alle truppe nel nord del paese. Zumalacárregui da questo momento iniziò a collezionare numerose vittorie (Artaza, Eraul e Viana sono alcune), tanto che gli Isabelinos lo individuarono come una vera minaccia, mentre Don Carlos iniziava già ad organizzare un proprio governo nominandone i ministri.
Nel 1835 i Carlisti si resero conto che per poter proseguire nell'impresa erano necessari capitali: don Carlos riuscì a trovare dei finanziatori che però pretesero dall'esercito la conquista di una provincia:Bilbao. Nonostante le obiezioni che Zumalacárregui sollevò sin dall'inizio, don Carlos acconsentì e il suo comandante non poté far altro che obbedire. Fu proprio durante la presa di Bilbao che Zumalacárregui venne colpito da una pallottola vagante che gli causò la morte il 24 giugno del 1835.
Dopo la morte di Zumalacárregui, lo stesso don Carlos prese il comando dell'esercito del nord, insieme a Vicente González Moreno (Cadice, 9 dicembre 1778 – 6 settembre 1836) prima, e al generale Eguía poi. Quest'ultimo, rendendosi conto che se fossero rimasti confinati nel nord non sarebbe stato possibile vincere la guerra, mise in atto una nuova strategia militare che doveva permettere di prendere alla sprovvista le truppe dell'esercito reale insinuandosi nelle loro file. La tattica risultò vincente tanto che durante la campagna non solo conquistò numerose città e province, ma riuscì anche ad arruolare nuovi volontari, al punto tale che "...tornò al nord con più soldati di quando era partito".
Gli scontri continuarono a lungo con esiti alterni e un avvicendarsi di generali al comando: dopo la morte del generale Zumalacárregui e dopo che il generale Villarreal diede le dimissioni dopo una grave disfatta dei suoi a Bilbao, subentrò don Sebastiano, nipote di don Carlos, che avviò subito i preparativi per la Spedizione Reale: la conquista di Madrid.
L'impresa era titanica e nelle intenzioni avrebbe dovuto segnare un'importante svolta a favore dei carlisti. Gli storici spiegano le ragioni per cui la Spedizione fu organizzata proprio in quel momento in maniera diversa: Oyarzun sostiene che la possibilità di un'intromissione da parte della Francia nella guerra civile spagnola avrebbe convinto i carlisti a compiere un passo decisivo come la Spedizione, così come Palacio Atard e Ferrer, che affermano che le ragioni furono sia politiche che militari. In ultimo, Francisco Melgar (1849-1926) spiega l'azione facendo riferimento ad una lettera di cui erano venuti a conoscenza i carlisti scritta dalla reggente a suo fratello, il re di Napoli, dove essa dichiarava di non vedere altra soluzione al conflitto se non un accordo con don Carlos poiché temeva di essere sconfitta.
La Spedizione Reale iniziò il 15 maggio 1837. I carlisti impiegarono un cospicuo numero di forze armate, ma non abbastanza: l'esercito riuscì a raggiungere solo le mura della città. Le truppe della reggente Maria Cristina, guidate dal generale Baldomero Espartero, attaccarono l'esercito carlista quando ormai era stremato il 19 settembre dello stesso anno e lo spinsero nuovamente nel Nord del Paese.
Nonostante la tremenda sconfitta, la guerra non si poteva ancora dire finita: come già era accaduto con gli altri generali sconfitti, don Sebastiano fu sostituito, senza fortuna, da Guergué prima e da Maroto poi, il quale si mise in contatto con i liberali moderati nel tentativo di raggiungere un accordo. Sia il governo carlista che lo stesso don Carlos non si mostrarono favorevoli ad un accordo con il nemico e dunque, per evitare ostacoli lungo il suo cammino, Maroto li fece fucilare e arrivò addirittura a minacciare di morte lo stesso don Carlos se non lo avesse assecondato. Questo ammutinamento da parte di Maroto e delle sue truppe fu la causa di un netto spaccamento all'interno delle forze carliste, dal momento che chi non si schierò dalla sua parte lo vide come un traditore o addirittura una spia inviata dal governo spagnolo.

### Nel sud della Spagna
Come abbiamo visto, i fatti più importanti relativi alla Prima Guerra Carlista si verificarono nel nord della penisola: lo stesso levamiento partì dai Paesi Baschi e dalla Catalogna. Ma anche nel sud si svolsero alcune vicende che è opportuno citare.

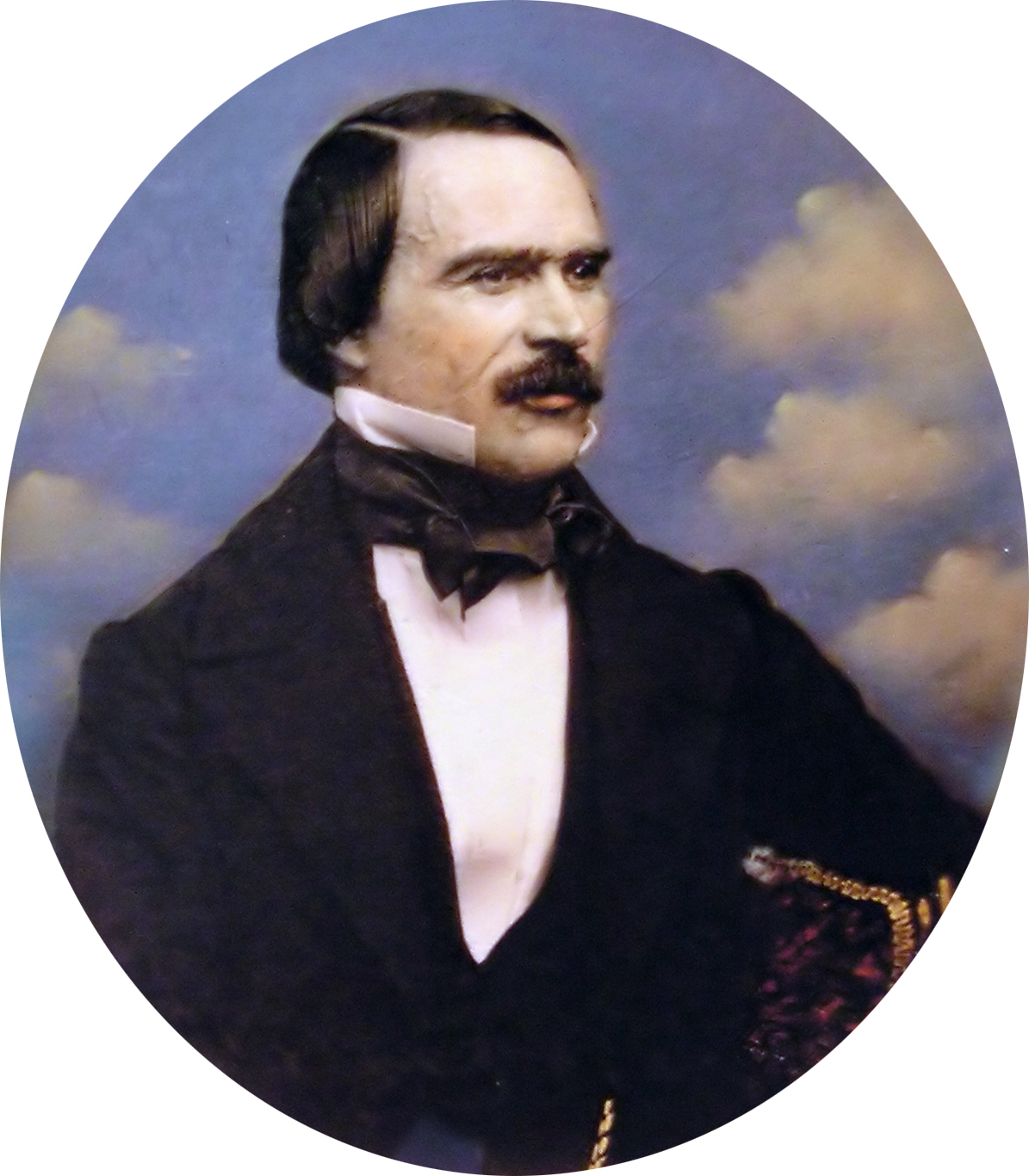
Il generale Ramón Cabrera.

Il generale carlista Miguel Gómez Damas tentò di rendere il sud un'altra roccaforte del Carlismo, come era avvenuto in alcune province nordiche e, per questo, attaccò e conquistò la città di Algeciras il 22 novembre 1836. I festeggiamenti per la vittoria però durarono poco: il 23 novembre, subito dopo aver lasciato la città, l'Isabelino Ramón María Narváez y Campos sconfisse le truppe carliste nella Battaglia di Majaceite. Un cronista inglese scrisse che "a Majaciete Narváez salvò l'Andalusia dall'invasione Carlista grazie a un brillante coup de main, con una rapida ma distruttiva azione, che sarebbe rimasta nella memoria delle province del sud molto a lungo.".
Dopo questa sconfitta, il generale Ramon Cabrera, che aveva collaborato alla presa dell'Andalusia, conquistò Cordova e Estremadura. Fu però cacciato dai territori conquistati dopo la sconfitta riportata nella Battaglia di Villarrobledo del 1836.

### Il Convegno di Vergara e la fine del conflitto
Il 31 agosto 1839 con il Convegno di Vergara si aprì il tavolo delle trattative.
Il governo spagnolo, nella persona di Baldomero Espartero, si impegnava a riconoscere i gradi e le onorificenze dei militari carlisti e a proporre al Parlamento la concessione dei Fueros per le comunità del Nord.
Nel sud, dove durante la guerra era stata praticata prevalentemente la guerriglia, la resistenza continuò fino al 30 maggio 1840: il generale Cabrera continuò a combattere con l'esercito che aveva costituito nel 1838 e che da allora aveva ottenuto numerose vittorie, rifiutando di riconoscere gli accordi del Convegno. Il 30 maggio è, per l'appunto, la data in cui Cabrera fu sconfitto dalle truppe di Baldomero Espartero e fu costretto a ritirarsi in Francia.
Il 4 luglio 1840 gli ultimi soldati carlisti attraversarono la frontiera mentre Espartero fu nominato reggente al trono per conto della minorenne Isabella: fu la fine di una guerra che durava da sette anni.

## Seconda guerra: la rivolta dei Matiners (1846-1849)
Per guerra dei Matiners o seconda guerra carlista, si intende una rivolta avvenuta nella regione della Catalogna tra il 1846 e il 1849.
In questa regione erano sin dal 1840 dei piccoli gruppi carlisti che avevano continuato ad operare per mezzo di guerriglie e che nel 1846 si mobilitarono compatti contro il governo spagnolo.
Il 1846 fu un anno difficile sia dal punto di vista politico che economico per la Spagna e per la Catalogna: tanto per cominciare ci furono le dimissioni di Ramón María Narváez, presidente del Consiglio dei Ministri, che aveva fatto alcune riforme agrarie di stampo liberale impopolari presso la popolazione. Dopo le sue dimissioni, nel giro di un anno e mezzo, si susseguirono sei governi. Questo fatto ebbe conseguenze negative soprattutto sulle popolazioni del nord che, sin dal 1840, chiedevano al governo aiuti economici che non risultavano mai sufficienti a soddisfare le necessità della popolazione. La regione della Catalogna subiva inoltre anche le conseguenze dalla rivoluzione industriale europea che fece colare a picco l'industria tessile catalana.
Nel 1845 Don Carlos abdicò in favore del figlio Carlo Luigi di Borbone e Braganza (1818-1861), che assunse il titolo di Carlos VI. Nel tentativo di mettere definitivamente pace tra le due fazioni, i carlisti proposero un'unione fra il nuovo pretendente e Isabella II. Il matrimonio tanto auspicato dai carlisti naufragò miseramente dal momento che i consiglieri di Isabella preferirono a Carlos VI il cugino della regina Francesco d'Assisi di Borbone-Spagna. Questo rifiuto fu il pretesto che fece scoppiare la rivolta dei popoli catalani.
Il 12 settembre 1846 Carlo VI rese pubblico un manifesto che richiamava tutti i carlisti nuovamente alla battaglia. In realtà la guerra inizialmente si manifestò sotto forma di guerriglia, comandata dal sacerdote Benet Tristany, incarcerato e fucilato nel 1847. Nonostante la scarsa organizzazione, la tattica risultò tutto sommato vincente, probabilmente perché i guerriglieri conoscevano molto bene la geografia della loro regione e la sfruttarono per trarne il maggiore profitto.
Ramon Cabrera, che aveva preso parte alla Prima Guerra Carlista, al momento dello scoppio di questa seconda rivolta si trovava in esilio a Lione. Sin dal primo momento manifestò pubblicamente i suoi dubbi sul successo della sommossa ma, nonostante questo, rimase fedele alla causa e obbedì al richiamo alle armi del suo re: il 23 giugno 1848 attraversò il confine francese e si dedicò subito alla formazione di un nuovo grande esercito, chiamato Esercito Reale di Catalogna, senza però avere successo.
Numerose furono le sconfitte per l'esercito carlista negli ultimi mesi del 1848: le più memorabili a Gipuzkoa, Burgos, Navarra e Aragona.

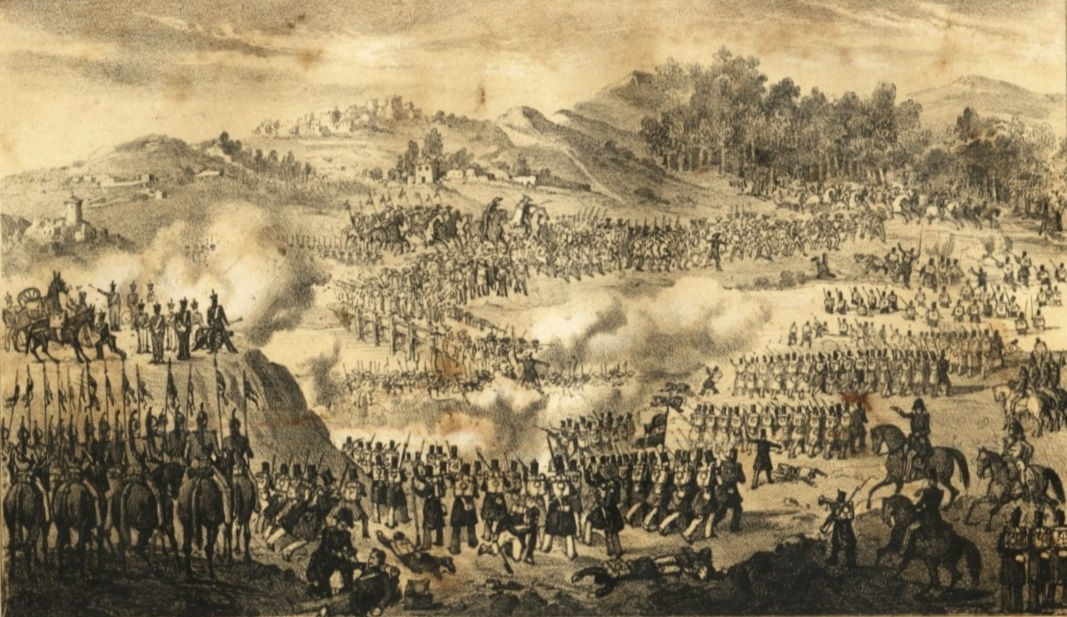
Battaglia del Pasteral (gennaio 1849).

Infine, nel 1849, la rivolta giunse al termine: nel mese di Aprile Carlo VI fu fermato mentre stava tentando di attraversare il confine che lo separava dalla Spagna e, nello stesso mese, il generale Cabrera fu costretto alla ritirata dall'esercito avversario e si rifugiò coi suoi in Francia. A causa di queste disfatte le guerriglie andarono dissolvendosi poco a poco fino a sparire del tutto.
L'8 giugno 1849 il governo spagnolo decise di concedere l'amnistia a tutti i carlisti che si fossero presentati entro un mese alle autorità per dichiarare fedeltà alla regina Isabella II. Stando alle informazioni fornite dal governo francese e dalla stampa spagnola, risulta che molti carlisti approfittarono di questa amnistia e fecero ritorno in patria.
Un Alzamiento carlista avvenne poi tra il giugno 1855 e la metà del 1856. Il conflitto bellico ebbe luogo ancora principalmente in Catalogna come seguito della Guerra dei Matiners.

## L'Ortegada
Viene chiamato così il tentativo, avvenuto il 1º aprile 1860, del generale carlista Jaime Ortega di detronizzare Isabella II e sostituirla con il pretendente carlista Carlo VI.

### La rivolta
Il generale Ortega, sostenuto da personalità di spicco come il cardinale e arcivescovo di Toledo Cirilo de Alameda y Brea e la famiglia di Carlo VI, nonché lo stesso Carlo VI, organizzò una spedizione con circa 3.000 uomini in partenza dalle isole Baleari verso Sant Carles de la Ràpita nel tentativo di innescare una nuova sollevazione di alcuni centri della Catalogna che avrebbero costretto la regina ad abdicare.
Il generale Ortega organizzò questa spedizione dopo aver ricevuto da alcuni carlisti un'informazione che gli fece credere di avere la vittoria in pugno. La notizia riguardava un'affermazione che la regina avrebbe fatto in confidenza ad alcuni membri del governo: essa avrebbe affermato di voler abdicare qualora contro di lei si fosse sollevata una massa unitaria e rappresentativa di tutto il volere popolare. Molti, fra cui il generale Cabrera, si mostrarono subito scettici e considerarono la notizia una diceria senza fondamento.
Ignorando le opinioni di Cabrera, che ormai era considerato un personaggio influente e abile politico, Ortega partì, la nave sbarcò a Sant Carles de la Ràpita il 2 aprile e i soldati cominciarono a marciare verso Tortosa. Il malcontento delle truppe, che già si era manifestato durante il viaggio in un tentativo di ammutinamento, non era ancora sedato: il giorno 3 aprile si rifiutarono di proseguire la marcia dal momento che il generale li teneva all'oscuro dei suoi piani. Ortega tentò di ripristinare l'ordine per mezzo di un discorso dove avrebbe dovuto osannare le doti di Carlo VI e spiegare il suo intento rivoluzionario. Il discorso, invece che placare gli animi, fu un disastro e Carlo VI fu costretto a fuggire per evitare di essere ucciso dall'esercito in rivolta; il giorno dopo anche Ortega fu costretto alla fuga e si diresse a Ulldecona per raggiungere il pretendente.
La fuga del generale durò poco: venne catturato nei pressi di Calanda e condannato a morte dalla corte marziale il 17 aprile per alto tradimento; fu giustiziato la mattina seguente.
Nonostante l'Ortegada si sia rivelata un totale insuccesso, l'intento del generale fu comunque raggiunto diversi anni dopo, quando Isabella II fu costretta ad abdicare in seguito alla Rivoluzione spagnola del 1868.

## Terza guerra carlista (1872-1876)
Nel 1861 Carlo VI morì e il nuovo pretendente al trono carlista divenne Carlos María di Borbone e Austria-Este col titolo di Carlo VII.
Dopo l'abdicazione di Isabella una rivolta carlista avvenne nel 1869 in alcune parti della Spagna (principalmente nelle province di León, Vecchia Castiglia e La Mancha) tra luglio e agosto 1869.
Nel 1870 le Cortes, il Parlamento spagnolo, nominarono re di Spagna Amedeo I di Savoia.

### I primi scontri

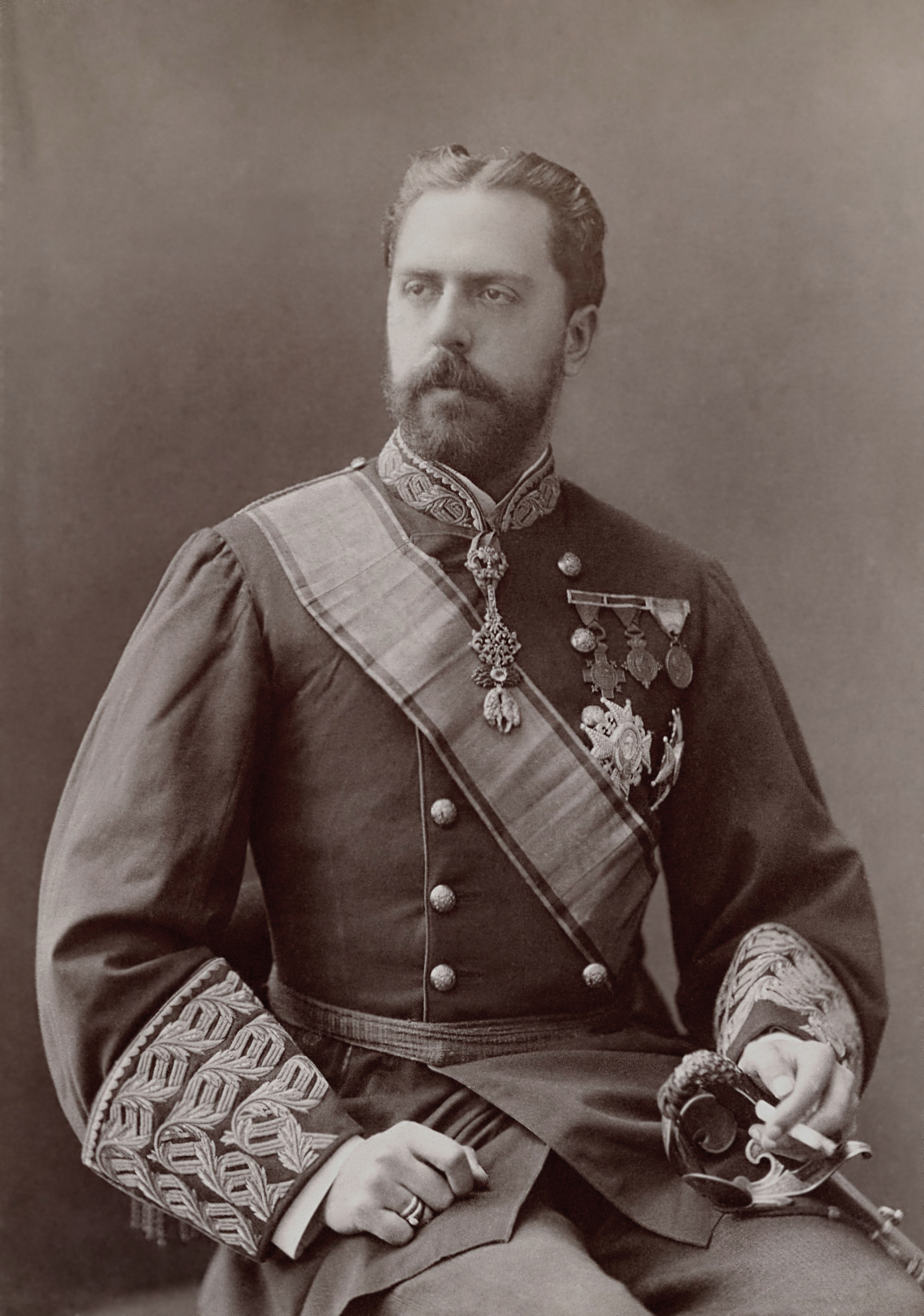
Carlo Maria di Borbone-Spagna, proclamatosi Carlo VII

Nel 1872 Carlo VII, non approvando la scelta di nominare Amedeo di Savoia re di Spagna, inviò al nuovo generale carlista Diaz de Rada una lettera dove richiamava tutti i suoi sudditi alle armi. Il 21 aprile fu il giorno stabilito per l'inizio dell'insurrezione e, in quella data, i generali carlisti si mobilitarono verso i Paesi Baschi con i loro eserciti per andare a proteggere l'arrivo in Spagna del ‘'loro re'’. Diversamente da come Carlo VII si aspettava, gli eserciti si rivelarono nuovamente poco organizzati e mal coordinati, tanto che non riuscì neppure a mettersi in contatto con i suoi generali: si lamentò della situazione anche nei suoi appunti personali, affermando che si era trovato entro i confini spagnoli con solo 18 uomini armati di bastoni.
Per evitare un nuovo conflitto, il governo spagnolo inviò immediatamente delle truppe per sopprimere la rivolta sul nascere: cogliendoli di sorpresa ottennero una facile vittoria il 4 maggio a Oroquieta in Navarra.
Dopo questa prima sconfitta i carlisti ne subirono altre e così Carlo VII ritornò in Francia e i generali del suo esercito si accordarono col governo per un'amnistia. Ciò nonostante la rivolta continuò in Catalogna, dove i carlisti avevano conseguito diverse vittorie e conquistato alcune città. Carlo VII si mantenne in contatto con questa minoranza di rivoluzionari ancora attiva e riuscì addirittura ad incrementare il loro numero firmando una carta nel Giugno 1872 dove prometteva di restituire loro quei diritti che Filippo V gli aveva tolto. Questo fatto, sommato alla caduta del regno di Amedeo I e alla conseguente proclamazione della repubblica, convinse i carlisti a riaprire lo scontro armato.

### La guerra
L'esercito si mosse compatto nel febbraio 1873. La prima battaglia di quella che alcuni considerano la Terza Guerra Carlista si svolse a Eraul e si concluse con la vittoria dei carlisti. A questa vittoria ne seguirono altre, come quella a Estella e nella grande battaglia di Montejurra, combattutasi il 7,8 e 9 novembre. La guerra procedeva a favore dei carlisti su tutti i fronti e pareva che la loro vittoria avrebbe concluso lo scontro armato. Nel Gennaio 1874 però, Carlo VII ordinò, come Don Carlos prima di lui, di attaccare la città di Bilbao. Questo ordine cambiò l'andamento della guerra.
Basandosi sull'esperienza del 1835, che era costata la vita al generale Zumalacárregui, la maggior parte dei generali carlisti si manifestarono contrari alla conquista della città dei Paesi Baschi. Ciò nonostante la città fu presa d'assalto il 21 febbraio 1874. L'assedio di Bilbao durò a lungo e gli scontri furono violenti: la città venne bombardata dai carlisti nel tentativo di distruggere i luoghi di raccolta delle provviste destinate all'esercito nemico fino alla metà di Aprile. Ormai allo stremo, l'esercito liberale attaccò e costrinse i carlisti a cessare il fuoco, così da evitare che Bilbao cedesse per la fame. Dopo una lunga serie di disfatte, le forze carliste furono definitivamente costretta a lasciare Bilbao dall'esercito di Francisco Serrano il 2 maggio 1874.
Questo pesante fallimento allontanò una volta per tutte la possibilità di una vittoria sui liberali da parte dei carlisti.
Dopo la sconfitta a Bilbao la situazione restò immobile per diverso tempo: sia l'esercito liberale che quello carlista non sferrarono attacchi decisivi. Il governo spagnolo piuttosto tentò di sancire un accordo con la Francia per evitare che il territorio di confine fra Francia e Spagna fosse usato dai carlisti come base di partenza per le loro spedizioni. Non solo, alla fine, il governo spagnolo ottenne addirittura il permesso dei francesi di far attraversare il confine all'esercito liberale, di modo che potesse attaccare sia da nord che da sud la Catalogna, dove si verificavano ancora ripetute guerriglie.

In Catalogna la guerra aveva un andamento diverso rispetto al resto della Spagna: si prediligevano i piccoli scontri dove i carlisti avevano sempre avuto la meglio, tanto che riuscirono a conquistare la città di Olot e a formare qui un governo indipendente che aveva l'ambiziosa aspirazione di essere considerato il vero governo di Spagna. In seguito a questo fatto, il colonnello Despujol attaccò e sconfisse il 4 giugno i carlisti, i quali, successivamente, sotto la guida dell'infante Alfonso Carlo, conquistarono Cuenca nel giro di due giorni. La gioia per la conquista fu subito stroncata dall'esercito nemico che li costrinse presto alla ritirata.
Nell'ottobre 1874 Alfonso Carlo lasciò il comando dell'esercito a causa della sua rivalità personale con il comandante delle sue file Savalla e per la scissione, voluta da Carlo VII, dell'esercito della Catalogna che venne separato da quello del Centro. Il primo dei due eserciti resistette ancora per circa un anno, il secondo, troppo disorganizzato, si sciolse subito.

### L'ultimo anno
Il tracollo definitivo ci fu con l'ascesa al trono di Spagna di Alfonso XII, figlio di Isabella II. Il nuovo re preparò un nuovo esercito che superava di gran numero quello dei volontari carlisti e li attaccò sul finire del 1875.

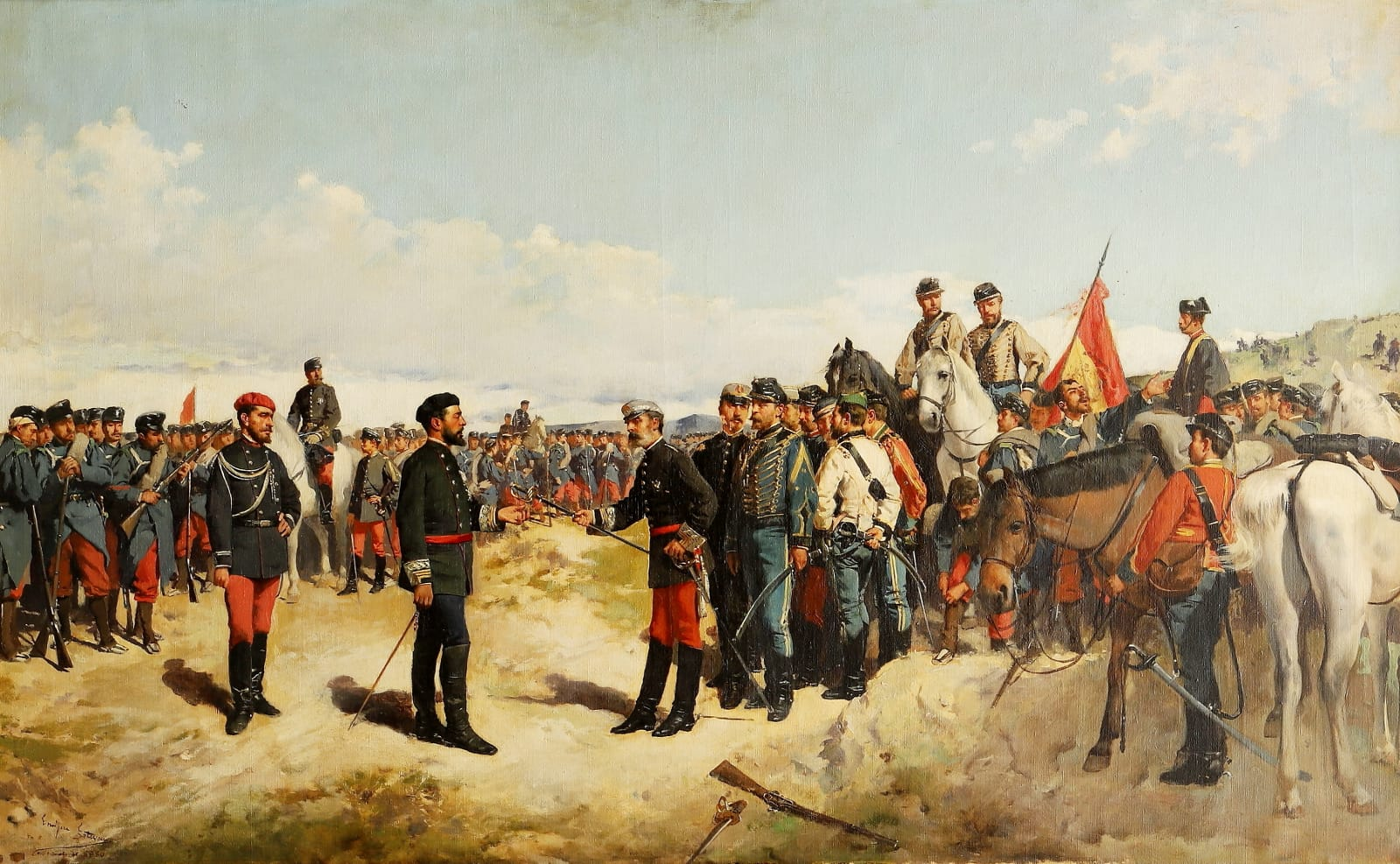
Il gen. carlista Carlos Calderón a Montejurra nel 1876, durante la terza guerra carlista

La guerra continuò ancora fino al 16 febbraio 1876, data in cui la città di Estella fu liberata dall'occupazione carlista. Dodici giorni dopo Carlo VII decise di ritirarsi in Francia con quel che restava del suo esercito.
Per il suo appoggio ai carlisti, il governo della Prima repubblica spagnola punì il popolo basco abolendo definitivamente i fueros, le organizzazioni regionali per cui si erano tanto battuti durante le carlistade.
Il 28 febbraio 1876 fu il giorno in cui ebbe fine l'ultima carlistada, giorno in cui Carlo VII, attraversando il confine e dirigendosi nuovamente in Francia, pronunciò l'ultimo discorso ai suoi sostenitori, dicendo: "Tornerò!". Ma fino alla morte nel 1909 non vi tornerà più. 

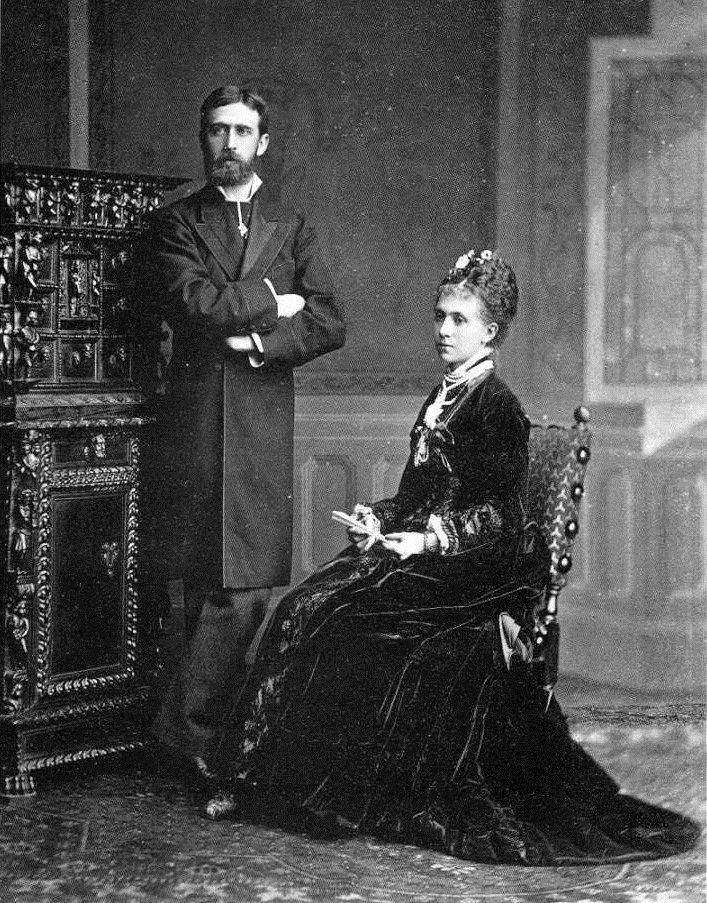
L'infante Alfonso Carlo, pretendente carlista dal 1931 al 1936, con sua moglie Maria das Neves di Braganza.

Alcuni considerano il termine della terza carlistada come la conclusione definitiva del Romanticismo.

## La questione "guerra carlista"
Alcuni non concordano sul fatto che la guerra dei Martiners debba essere considerata parte delle carlistadas. In effetti questa guerra assunse tratti simili a quelli delle altre guerre carliste e venne percepita come tale solo in Catalogna. Alcuni storici sostengono che, data l'area circoscritta in cui si manifestò apertamente, può essere considerato solo un sollevamento popolare di una minoranza.
Per la stessa ragione, alcuni considerano anche la Guerra civile spagnola (1936-1939) come la quarta delle carlistadas, visto che i Carlisti parteciparono attivamente all'Alzamiento, con la loro milizia, i requeté. Sarebbe però sbagliato considerarla tale, visto che questi furono solo una delle diverse forze nazionaliste e monarchiche che parteciparono al conflitto dalla parte di Franco.